# Гъстайн (град, Калифорния)
Гъстайн (на английски: Gustine) е град в окръг Мърсед, щата Калифорния, САЩ. Гъстайн е с население от 5844 жители (по приблизителна оценка от 2017 г.) и обща площ от 4,1 km². Намира се на 30 m надморска височина. ЗИП кодовете му са 95322, а телефонният му код е 209.